# Rolbing
Rolbing (fràncic lorenès Rolwinge) és un municipi francès situat al departament del Mosel·la i a la regió del Gran Est. L'any 2007 tenia 292 habitants.

## Demografia

### Població
El 2007 la població de fet de Rolbing era de 292 persones. Hi havia 114 famílies, de les quals 30 eren unipersonals (17 homes vivint sols i 13 dones vivint soles), 38 parelles sense fills, 33 parelles amb fills i 13 famílies monoparentals amb fills.
La població ha evolucionat segons el següent gràfic:
Habitants censats

### Habitatges
El 2007 hi havia 123 habitatges, 115 eren l'habitatge principal de la família i 8 estaven desocupats. 119 eren cases i 4 eren apartaments. Dels 115 habitatges principals, 101 estaven ocupats pels seus propietaris, 10 estaven llogats i ocupats pels llogaters i 3 estaven cedits a títol gratuït; 2 tenien dues cambres, 16 en tenien tres, 25 en tenien quatre i 72 en tenien cinc o més. 105 habitatges disposaven pel capbaix d'una plaça de pàrquing. A 43 habitatges hi havia un automòbil i a 59 n'hi havia dos o més.

### Piràmide de població
La piràmide de població per edats i sexe el 2009 era:
| Homes | Edats   | Dones |
| ----- | ------- | ----- |
| 0     | 95 o +  | 0     |
| 0     | 90 a 94 | 0     |
| 0     | 85 a 89 | 0     |
| 8     | 80 a 84 | 8     |
| 0     | 75 a 79 | 4     |
| 4     | 70 a 74 | 12    |
| 4     | 65 a 69 | 12    |
| 12    | 60 a 64 | 8     |
| 12    | 55 a 59 | 0     |
| 20    | 50 a 54 | 12    |
| 4     | 45 a 49 | 8     |
| 20    | 40 a 44 | 12    |
| 4     | 35 a 39 | 0     |
| 8     | 30 a 34 | 8     |
| 8     | 25 a 29 | 8     |
| 0     | 20 a 24 | 4     |
| 4     | 15 a 19 | 8     |
| 20    | 10 a 14 | 0     |
| 4     | 5 a 9   | 4     |
| 4     | 0 a 4   | 0     |

## Economia
El 2007 la població en edat de treballar era de 183 persones, 130 eren actives i 53 eren inactives. De les 130 persones actives 110 estaven ocupades (67 homes i 43 dones) i 20 estaven aturades (11 homes i 9 dones). De les 53 persones inactives 11 estaven jubilades, 15 estaven estudiant i 27 estaven classificades com a «altres inactius».

### Ingressos
El 2009 a Rolbing hi havia 110 unitats fiscals que integraven 263 persones, la mediana anual d'ingressos fiscals per persona era de 16.431 €.

### Activitats econòmiques
Dels 2 establiments que hi havia el 2007, 1 era d'una empresa de fabricació d'altres productes industrials i 1 d'una empresa de comerç i reparació d'automòbils.
Els 2 serveis als particulars que hi havia el 2009 eren tallers de reparació d'automòbils i de material agrícola.
L'any 2000 a Rolbing hi havia 17 explotacions agrícoles que ocupaven un total de 243 hectàrees.

## Poblacions més properes
El següent diagrama mostra les poblacions més properes.